# Бубенеч
Бубенеч (чеш. Bubeneč, раньше чеш. Ovenec) — городская часть Праги, которая расположена на стыке районов Прага 6 и Прага 7. Располагается между микрорайонами Дейвице и Голешовице. На своей территории не имеет ни одной станции метро. В состав городской части Бубенеч входит Цисаршский остров.

## Происхождение названия
Раньше район назывался Овенец, от слова Овен (баран). В 17 и 18 веках этот район уже стали называть Бубенеч. Возможно, происхождение этого названия пришло из немецкого языка, от слова Bubentsch. Есть ещё одна версия, что этот район стали так называть из-за железнодорожной станции Бубны, которая находится недалеко от границы с ним.

## История
Первое упоминание о районе было в 1197 году. В XIII веке здесь было только два двора, принадлежащих монастырю Святого Георгия. Ещё во времена романского стиля здесь появилась церковь Святого Готарда, вокруг которой постепенно образовалось поселение. Оно росло медленно, к 1562 году в нём было лишь 22 дома. 
В 1840 году Бубенеч получил статус самостоятельного муниципалитета, через 10 лет жители выбрали его состав. Всё это время район был чисто земледельческим; во второй же половине XIX века в связи со строительством железных дорог в Чехии область стала бурно развиваться, что привело к получению этим районом статуса города 26 октября 1904 года. 
Частью Праги он стал только 1 января 1922 года, так как тогда появилась «Большая Прага». В 1960 году было решено Бубенеч разделить между Прагой 6 и Прагой 7.

## Бубенеч сегодня
Через район Бубенеч проходит тоннель «Бланка», строящийся ещё с прошлого века.

### Транспорт
- Трамваи - 5, 8, 12, 17, 24, 25, 26
- Автобусы - 107, 116, 131, 147, 160, 340, 350, 355, 359
- ЖД - станция Прага-Бубенеч

### Границы
Север - Цисаршский остров 

Восток - За Электрарноу, У Выставиште 

Юг - Вдоль железной дороги до улицы Герстнерова, Каменицка, Велетржни, Летенске Намнести, Милады Гораковой, Пеллеова, Йаселска 

Запад - Дейвицка, Витезне Намнести, Югославских партизану, Подбабска, Розтоцка (до начала Цисаршского острова)

## Спортивные сооружения
- Типспорт Арена - хоккейная арена, являющаяся домашней ареной ХК «Лев» и ХК «Спарта».[6]
- Дженерали Арена - футбольный стадион, являющийся домашним стадионом ФК «Спарта Прага», также на этом стадионе сборная Чехии по футболу проводит домашние матчи.[7]

## Выставочный центр
- Выставиште

## Парки

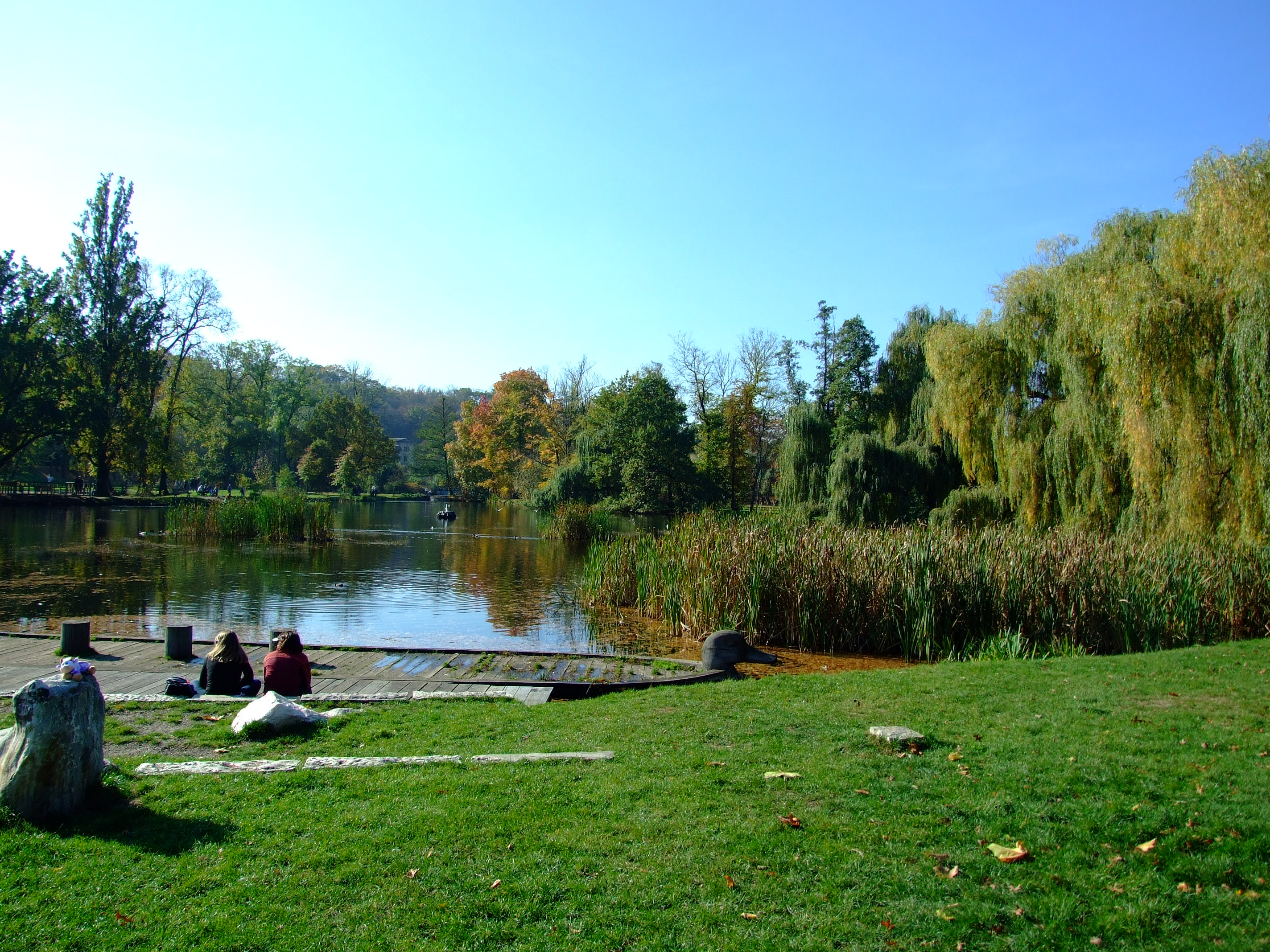
Парк Стромовка

- Стромовка — парк отдыха в английском стиле, через который проходит тоннель «Бланка».
- Пецка — небольшой парк, граничащий со Стромовкой.